# Dompéridone
La dompéridone (R33812), commercialisée sous le nom de Motilium par le laboratoire Janssen-Cilag, est une substance chimique de la famille des benzimidazoles et des pipéridines qui possède des propriétés antiémétiques, et donc souvent prescrite dans le cadre d'un traitement de certaines nausées ou vomissements (notamment de la chimiothérapie). Elle peut également être utilisée pour traiter le reflux gastro-œsophagien. 
C'est une substance gastroprocinétique apparentée aux antipsychotiques, antagonistes de la dopamine. Elle augmente le tonus du sphincter œsophagien inférieur et le péristaltisme coordonné de l'antre et accélère ainsi le vidage gastrique.

## Effets secondaires

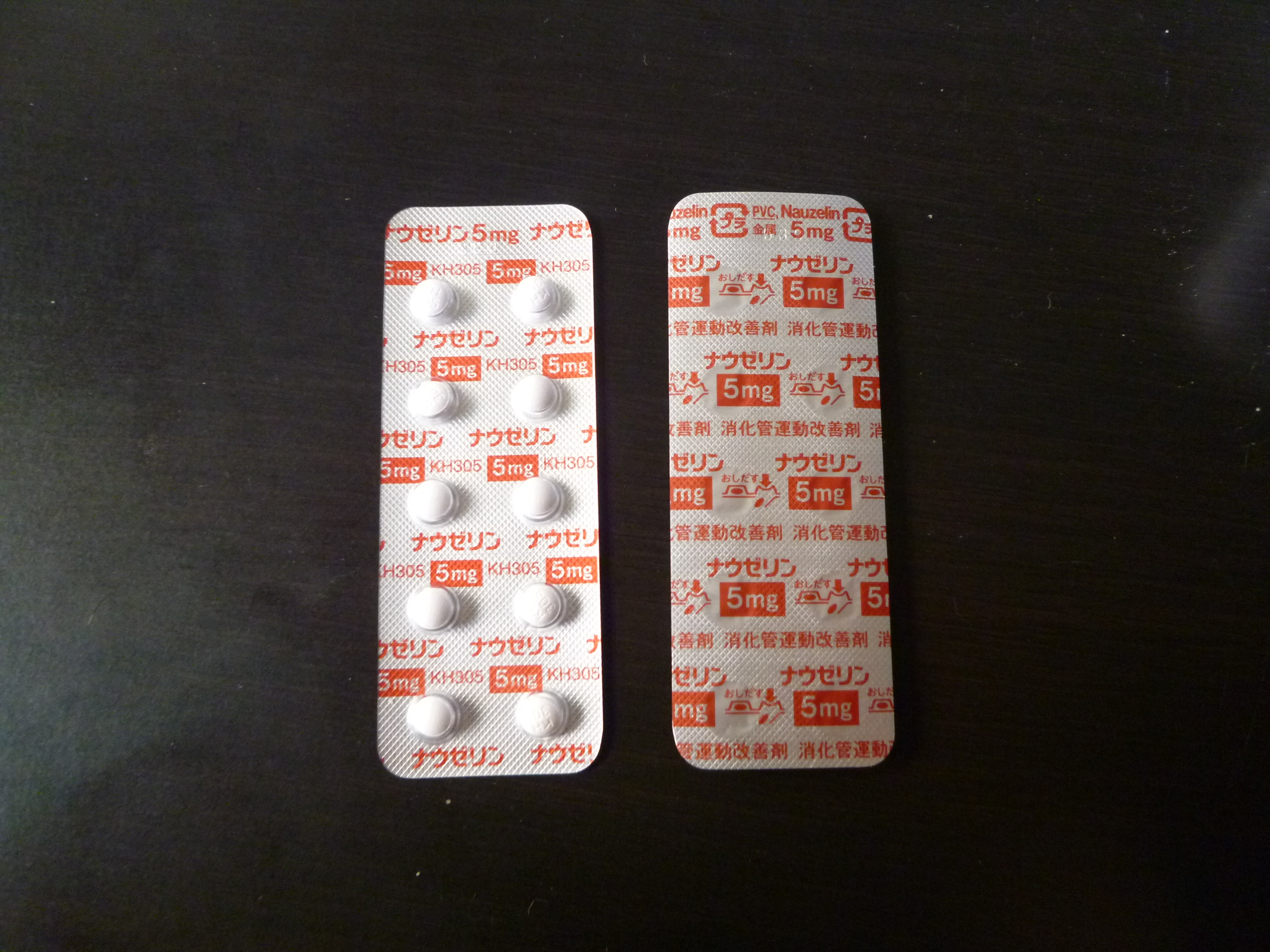
Dompéridone 5 mg du Japon, commercialisé sous le nom de Nauzelin

Cette substance est utilisée hors AMM par certains praticiens pour stimuler la lactation. C'est un effet indésirable indiqué par le fabricant.
Une lettre aux professionnels de santé adressée par Janssen-Cilag en date du 17 novembre 2011 fait état d'études,, ayant mis en évidence une augmentation du risque d'arythmies ventriculaires graves et de mort subite, particulièrement chez les sujets de plus de 60 ans ou pour des doses orales quotidiennes supérieures à 30 mg.
Le 7 mars 2013, l'Agence européenne des médicaments a entrepris un réexamen des médicaments contenant de la dompéridone à la demande de l'agence belge des médicaments, l'Agence fédérale des médicaments et des produits de santé (AFMPS). Au-delà des cas d'allongement de l'intervalle QT et d'arythmies signalés en 2011, de nouveaux cas d'effets cardiaques ont été signalés en Belgique.
Dans l'attente de ce nouveau rapport, l'AFMPS a décidé d'interdire la prescription de dompéridone aux patients cardiaques avec/sans un allongement de l'intervalle QT.
En France, en 2016, la HAS a recommandé de l'éviter et demandé son déremboursement pour les enfants de moins de 12 ans. Elle déconseille aussi son utilisation chez les personnes âgées de plus de 60 ans, ainsi que pour les femmes enceintes ou allaitante. L'ANSM l'interdit pour ces mêmes enfants en 2019, et rappelle qu'elle ne doit être utilisée que pour les nausées et vomissements. D'après la revue Prescrire, la balance bénéfices-risques est tout de même négative.